# فنک شند
فنک شند (انگلیسی: Fennec Shand) یک شخصیت تخیلی در فرنچایز جنگ ستارگان است که در مجموعه‌های تلویزیونی مندلورین، جنگ ستارگان: بد بچ و کتاب بوبا فت از شبکهٔ دیزنی پلاس حضور داشته‌است. او یک مزدور و آدم‌کش نخبه است و در «قسمت ۵: دزد مسلح» از مندلورین معرفی شد. در «قسمت ۱۴: تراژدی» مشخص شد که فنک توسط شکارچی جایزه‌بگیر، بوبا فت، نجات یافته و قسمت‌هایی از بدن او با سایبورگ جایگزین شده‌است. او بعداً شریک فت می‌شود و در مأموریتی کمک می‌کند تا فت زرهٔ قدیمی خود را از مندلورین بگیرد و بعداً گروگو را نجات دهند. این دو بعد از اتمام مأموریت به تاتویین می‌روند تا بقایای اتحادیه‌های هات را فتح می‌کنند.
عناصر شخصیت این کاراکتر که توسط مینگ-نا ون به تصویر کشیده شده، از روباه صحرا الهام گرفته شده؛ از جمله حیله‌گری، پنهان‌کاری، قدرت نظامی و توانایی آن برای زنده ماندن. این روباه بر طراحی لباس و مدل موی فنک نیز تأثیرپذیر بوده‌است. فنک شند از سوی منتقدان و طرفداران مورد استقبال قرار گرفت و این شخصیت به عنوان شخصیت مورد علاقهٔ طرفداران توصیف شده‌است.